# Ymer Prizreni
Ymer Effendi Prizreni (* um 1820 in Prizren; † 12. Juni 1887 in Ulcinj) war ein Aktivist in der Albanischen Nationalbewegung Rilindja im 19. Jahrhundert, der sich für albanische Selbstbestimmung einsetzte. Er war als Geistlicher, Jurist, Politiker, Gelehrter und Diplomat tätig.
Ymer Prizreni (auch bekannt als Ymer Drini und als Omer (Ymer) Bej Prizreni bezeichnet) entstammte einer lokalen, albanischen Familie von Großgrundbesitzern in Prizren (damals Osmanisches Reich, heute Kosovo). Er ließ sich in Istanbul zum muslimischen Geistlichen ausbilden und arbeitete später auch also solcher in Prizren.
Während des Russisch-Osmanischen Kriegs (1877–1878) organisierte Prizreni die Verteidigung des Sandschaks von Prizren gegen serbische und montenegrinische Truppen. Ab Januar 1877 gehörte er zudem für ein Jahr dem Osmanischen Parlament an. Zusammen mit Abdyl Frashëri gründete er in Istanbul das Zentralkomitee zur Verteidigung der Rechte des albanischen Volkes (albanisch Komiteti qendror për mbrojtjen e të drejtave të kombësisë shqiptare). In der Folge war er in die Organisation der Liga von Prizren involviert. In der Zeit von Ende 1880 bis April 1881 stand er der provisorischen Regierung vor, die die Verwaltung der Provinz leitete, nachdem alle türkische Truppen wegen Aufständen der Albaner die Provinz verlassen hatten. Der bewaffnete Widerstand gegen das Osmanische Reich und die Liga wurden von osmanischen Truppen im Frühjahr 1881 mit militärischen Mitteln aufgelöst. Prizreni konnte sich dem Zugriff durch Flucht nach Ulcinj, Montenegro, entziehen, wo er 1887 – vermutlich einen unnatürlichen Tod – starb und wo sich auch sein Grab befindet.